# Song bế đỏ nhạt
Song bế đỏ nhạt (danh pháp khoa học: Paraboea rufescens) là loài thực vật có hoa trong họ Tai voi. Loài này được (Franch.) B.L. Burtt miêu tả khoa học đầu tiên năm 1980.